# Наумов, Пётр Иванович (историк)
Пётр Иванович Наумов (1861, Сметанино, Вятская губерния — 1925, Приморский край) — русский историк, краевед и этнограф.

## Биография
Родился в селе Сметанино Вятской губернии (ныне Санчурского района) в семье крепостного крестьянина у помещика Лермонтова.
Окончил Яранское уездное училище и Вятское земское училище по распространению сельскохозяйственных знаний.
Почти 20 лет учительствовал в селах Великоречье и Сметанино Яранского уезда.
Работал в Сметанинской школе, собирал материалы по этнографии края, которые отправлял в Петербург в институт Тенишева (хранятся в Российском этнографическом музее)
В 1899 г. переехал в Вятку, где работал статистиком в губернской земской управе и сотрудником «Вятской газеты».
В 1910—1915 гг. служил в Глазовской земской управе, затем в Оренбурге секретарем земской управы. Умер в Приморье.

## Избранные труды
П. И. Наумов — автор важнейших исследований по истории Вятского края:
- Наумов П. И. Начало XVII века в Вятской области. — Вятка, 1901. — 49 с.
- Наумов П. И. Материалы для истории торговли Вятской губернии. — Вятка, 1903. — 56 с.
- Наумов П. И. Краткий обзор средств сообщения в Вятской губернии. — Вятка, 1908. — 152 с.